# 공무원연금공단
공무원연금공단(公務員年金公團, Government Employees Pension Service)은 전·현직 공무원 및 가족의 생활안정과 행복한 노후생활을 보장하기 위하여 연금제도를 안정적으로 운영하기 위하여 1982년 2월 1일에 설립된 인사혁신처 산하 기금관리형 준정부기관이다. 
정부로부터 연금업무 및 연금기금 관리업무 일체를 이관받아 연금사업, 기금증식사업 및 공무원 후생복지사업을 지속적으로 확대 발전시켜 왔으며, 1994년 이후 자체 경영혁신에 의한 지속적인 조직감축, 정부의 공공부문 구조조정에 따른 13개 사업체를 민간 위탁하였으며, 2005년 10월 14일부터 효율적인 업무 수행을 위한 팀제를 도입 운영하였고, 2008.12.18.부터 2개 사업체 민간위탁, 핵심기능 강화, 대팀 제 도입 등을 통한 조직 및 인력을 슬림화하였다. 
2010.1.1.부터 조직의 계층구조를 3단계로 압축하고, 수평적 분권형 조직으로 전환해 대고객 서비스 강화 및 전략적 유연성, 책임과 보상이 분명한 조직으로 개편하였으며, 2012.2.1. 자금운용의 전문성을 강화하고, 2013.2.1. 리스크 관리 기능을 강화하기 위해 리스크 관리 부서를 이사장 직속의 독립 부서로 편재함.
제주특별자치도 서귀포시 서호중앙로 63에 위치하고 있다.

## 설립 근거
- 공무원연금법[2]

## 연혁
- 1982년 2월 1일 설립
- 1999년 7월 1일 서울, 부산, 대전, 광주, 대구, 전주, 제주 사무소 설치
- 2001년 11월 1일 강원사무소 설치
- 2010년 1월 1일 정식명칭을 공무원연금관리공단에서 공무원연금공단으로 변경
- 2015년 9월 7일 공단본사 제주이전

## 조직
- 감사
- 감사실

### 이사장
- 안전관리실
- 자금운용단
- 리스크법무실
- 혁신경영본부
  - 혁신기획실
  - 인사윤리실
  - 경영지원실
  - 홍보실
- 연금본부
  - 연금운영실
  - 가입자관리실
  - 연금연구소
  - 정보화전략실
- 복지본부
  - 복지기획실
  - 복지운영실
- 고객지원본부
  - 재해보상실
  - 주택실
  - 서울지부
  - 경인지부
  - 부산지부
  - 세종 · 대전지부
  - 광주지부
  - 대구지부
  - 강원지부
  - 전북지부
  - 제주지부

## 참고 자료
- 공무원연금공단 - 알리오(공공기관 경영정보 공개시스템)